# Tony (pel·lícula de 2009)
Tony, també coneguda com Tony: London Serial Killer, és una pel·lícula de terror britànica del 2009 escrita i dirigida per Gerard Johnson i protagonitzada per Peter Ferdinando.

## Argument
Tony Benson viu sol en un pis d'uns edificis de protecció oficial de Dalston. Col·lecciona de manera obsessiva pel·lícules d'acció violenta dels anys vuitanta i vaga sense rumb pels carrers de Londres la majoria dels dies en intents infructuosos de connectar-se amb altres persones. Està extremadament ansiós socialment, té greus problemes de desenvolupament mental i té dificultats per intentar expressar-se o comunicar-se amb naturalitat. Fa més de 20 anys que està a l'atur i viu de les prestacions estatals.
Aviat es revela que és un assassí en sèrie, que mata homes que troba per casualitat, inclosos dos addictes a les drogues amb els quals intenta relacionar-se incòmodament després de convidar-los a casa seva per fumar heroïna. La trobada acaba amb Tony ofegant a un d'ells amb una bossa de plàstic mentre tanca l'altre en un armari abans de deixar-lo anar, creient que l'addicte aterrit no aniria a la policia.
Els rars visitants que rep Tony acostumen a queixar-se de l'olor de podridura de casa seva, que ell atribueix als desguassos obstruïts. D'altres que coneix als bars gais abans de portar-los de tornada al seu pis i normalment acaben amb ell rebutjant els seus avenços i matant-los, de manera similar a Dennis Nilsen. També és acomiadat i expulsat d'un prostíbul després de visitar una prostituta amb només 5 lliures, demanar el preu d'una abraçada i fracassar en el seu intent d'entablir una conversa amb ella.
Tony elimina els cossos de les seves víctimes destrossant-los el tors i els òrgans humans a l'aigüera de la seva cuina abans d'embocar-los i llençar-los al riu Tàmesi i als canals de Londres. Comparteix un llit amb un cadàver podrit, òbviament una de les seves víctimes, i arrossega els cossos que estan amagats per la casa per posar-los al sofà per seure i veure la televisió amb ell.
Tony té una forta sospita d'un borratxo violent i trepidant (interpretat per Ricky Grover) quan el seu fill desapareix. Grover intimida Tony amb ràfegues d'abús verbal i físic en cada trobada que tenen, incloent-hi agafar, empènyer i escopir-lo. Grover acusa en Tony de ser un pedòfil i el culpa erròniament de la desaparició del seu fill. Tony es converteix en el sospitós número u a causa de la seva aparença inusual i la seva naturalesa reservada cap als altres. Un detectiu de la policia el visita per interrogar-lo sobre el parador del noi desaparegut i és molt conflictiu, posant en risc de ser descobert Tony.
Tanmateix, el detectiu rep una trucada, interrompent la seva recerca de la casa d'en Tony just quan Tony mira un pelador de patates afilat i contempla la perillosa decisió d'atacar-lo i matar-lo. Aviat es descobreix el nen —absolent Tony— i el retornen a casa amb els aplaudiments del veïnat alleujat; Tony mira des de la finestra de la seva sala d'estar. La pel·lícula acaba amb Tony caminant casualment per Londres, lliure de seguir els seus camins assassins.

## Resposta crítica
La pel·lícula va rebre crítiques generalment positives i té una valoració positiva del 76%, amb una valoració mitjana de 6,21 (sobre 10) a Rotten Tomatoes basada en 17 ressenyes.